# Prachuap Khiri Khan
Pour les articles homonymes, voir Prachuap Khiri Khan (homonymie).
Prachuap Khiri Khan est une ville de la région Centre de la Thaïlande située sur le golfe de Thaïlande. C'est une station balnéaire et un port de pêche.
C'est la capitale de la province de Prachuap Khiri Khan.
Il y a de nombreuses maisons traditionnelles en bois dont certaines ont plus de 100 ans.
Au nord de la ville, on peut gravir les 460 marches (ou 396) de la colline de Chong Krajok et atteindre le temple de Thammikharan : magnifique point de vue à 360° sur les montagnes, sur la baie et sur la mer.

## Galeries

Prachuap Khiri Khan
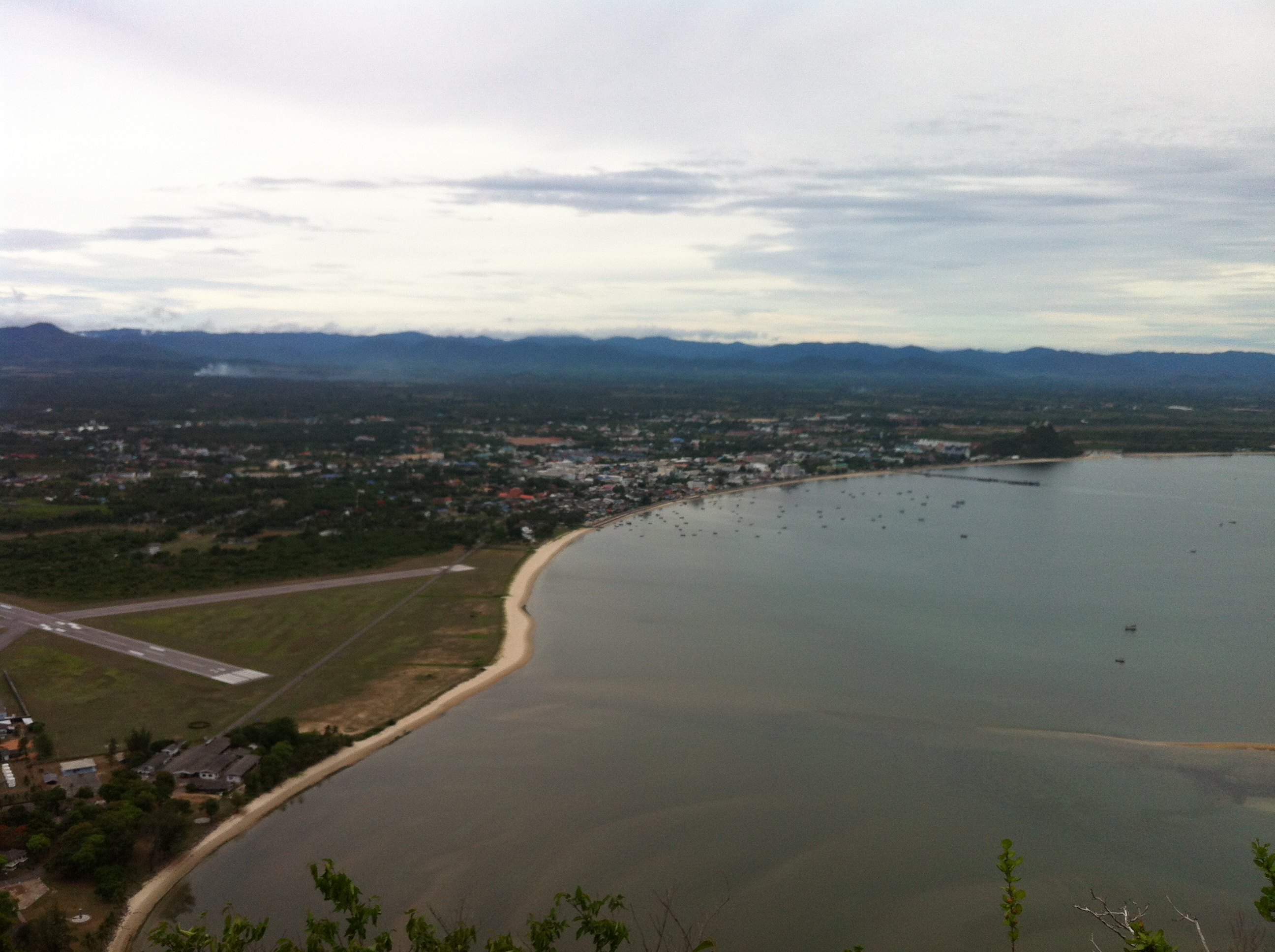
Vue aérienne
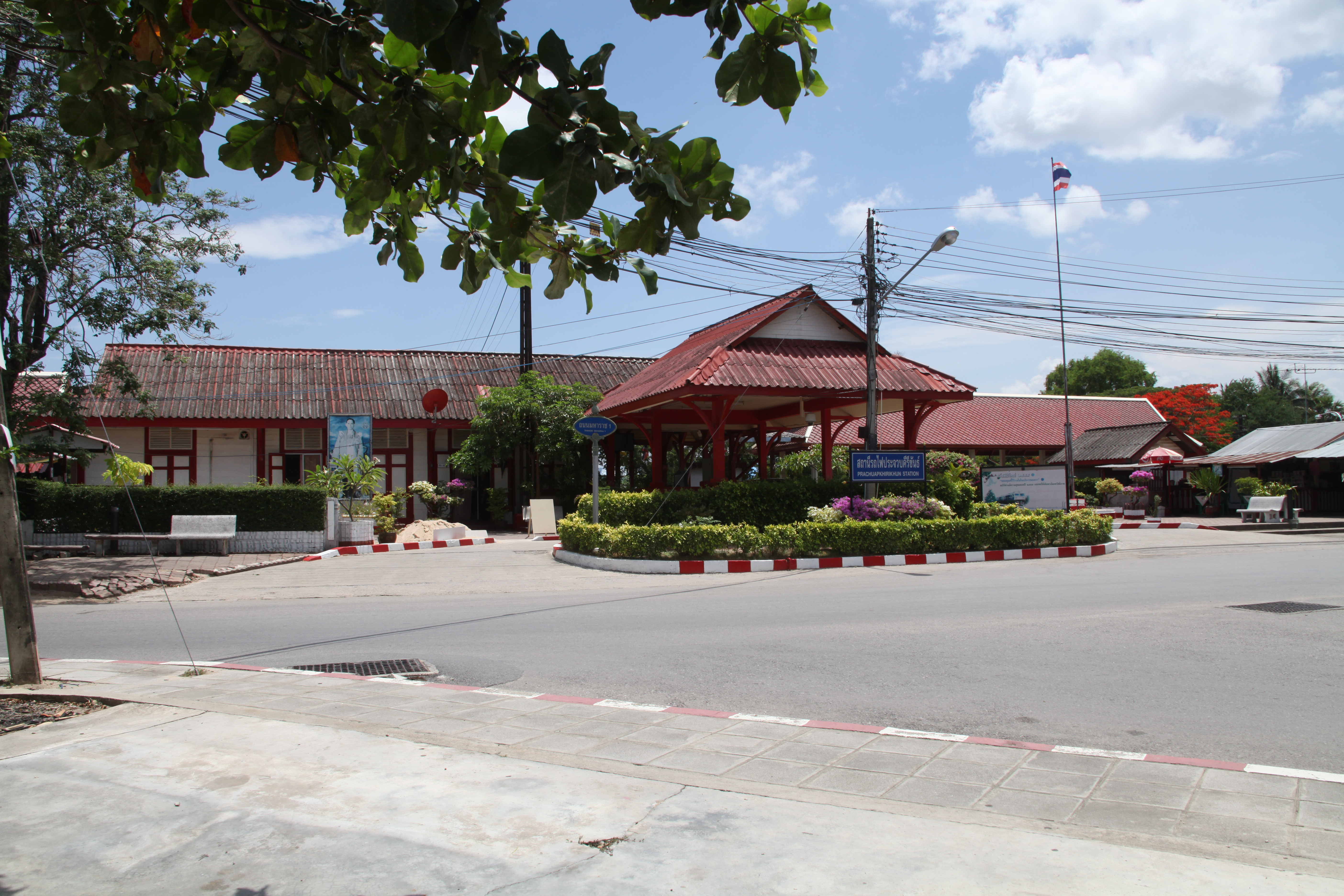
Gare ferroviaire
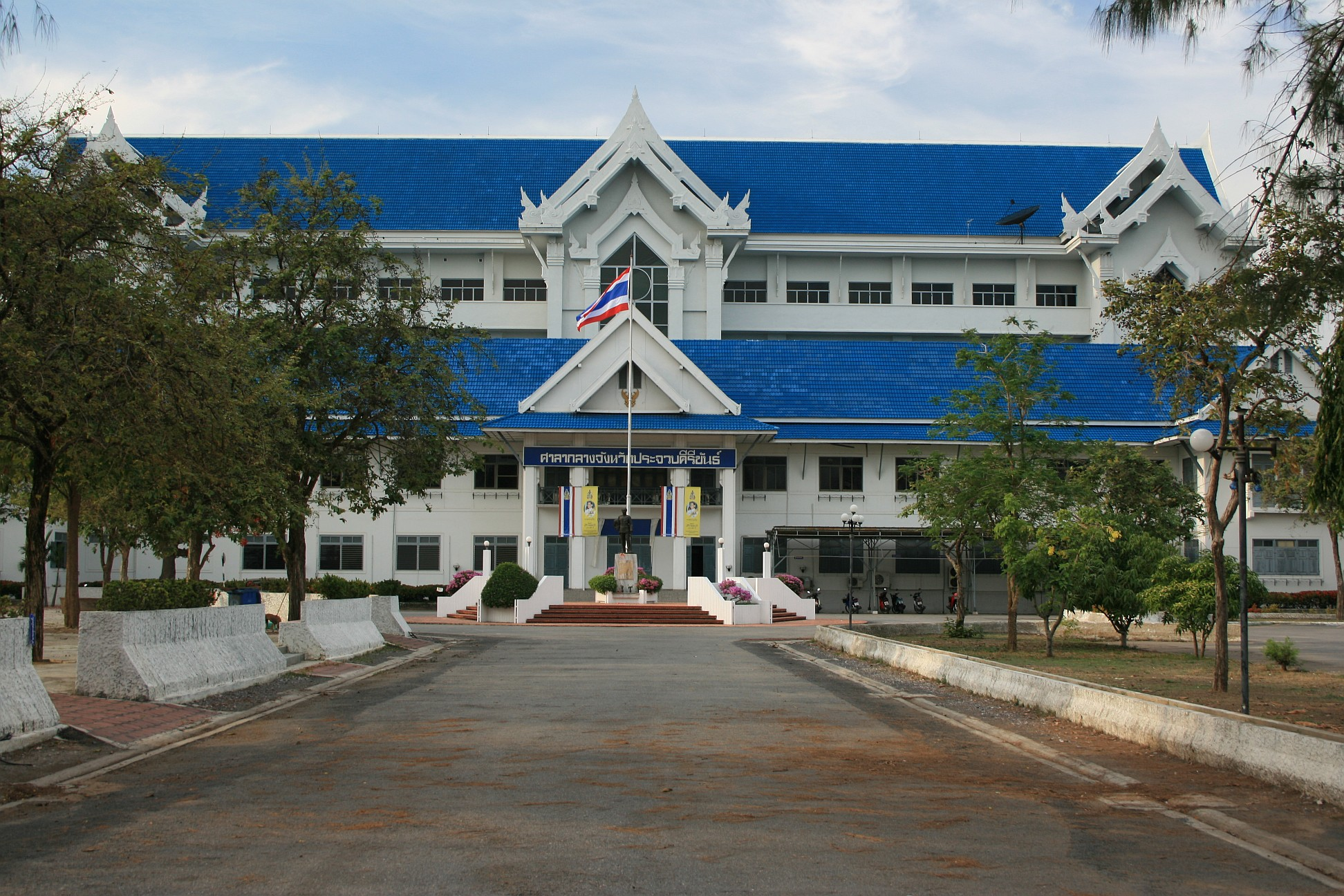
Préfecture de la province
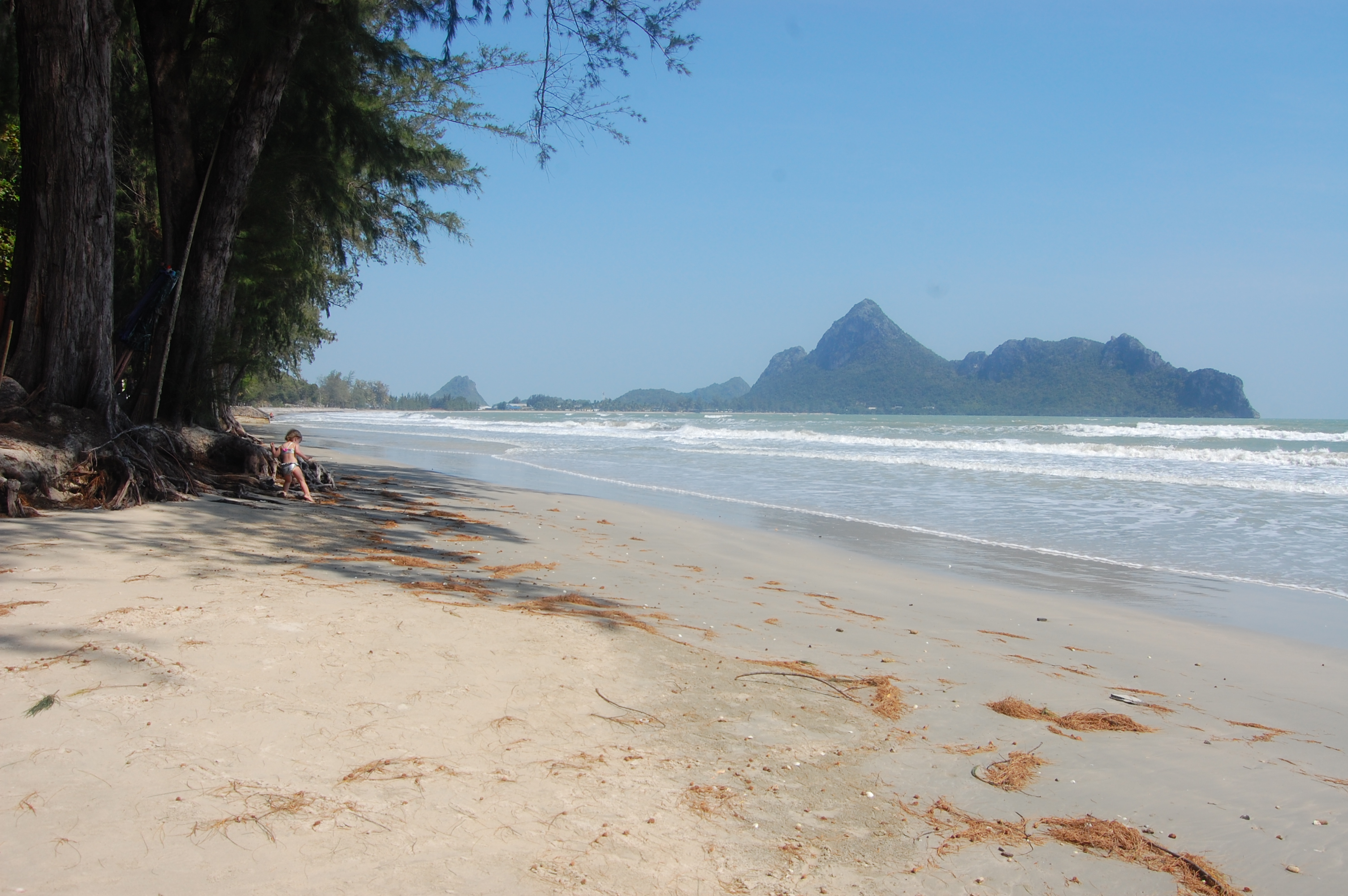
Baie de Ao Manao

Temple de Thammikharan
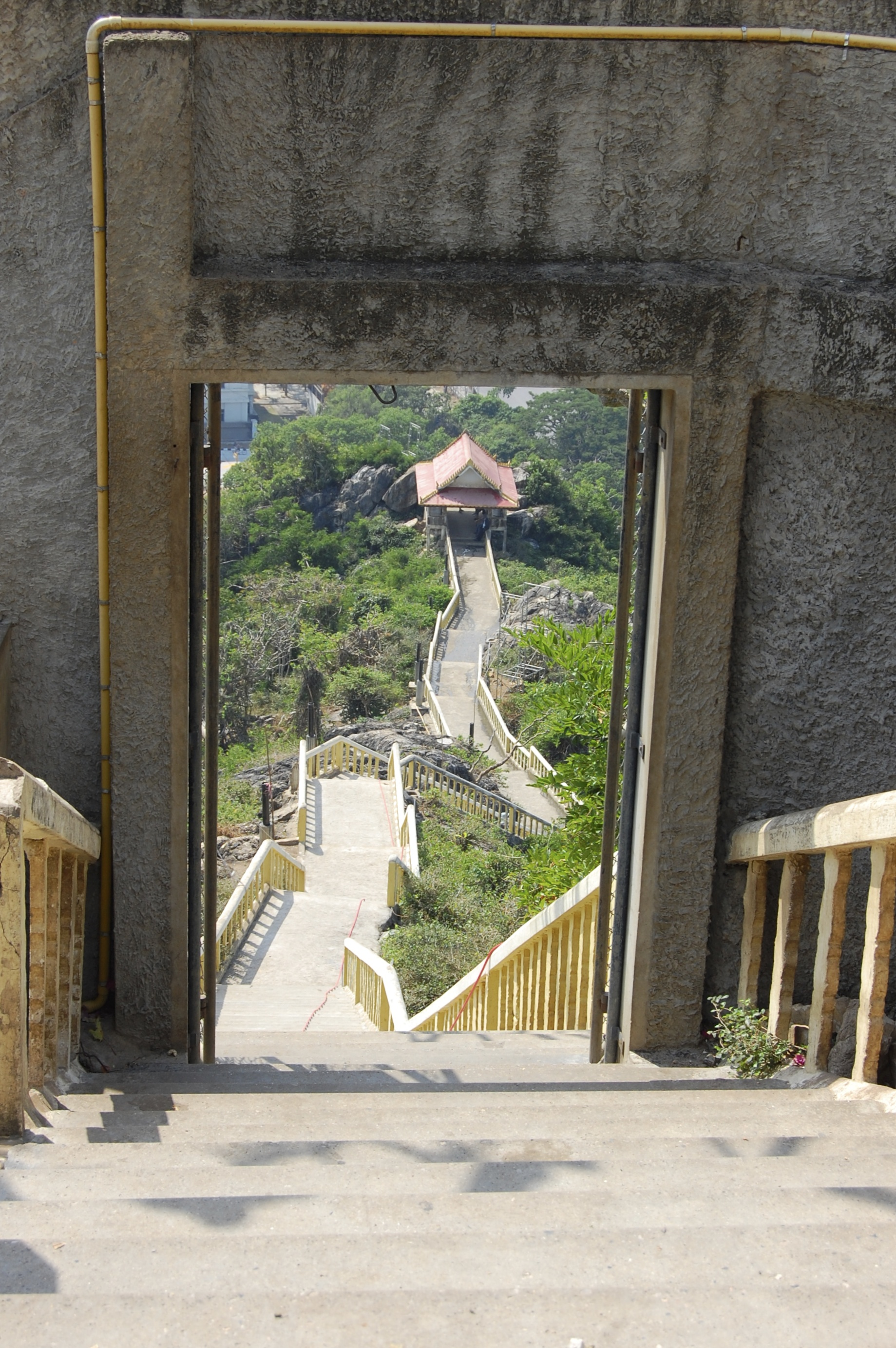
Escalier menant au temple
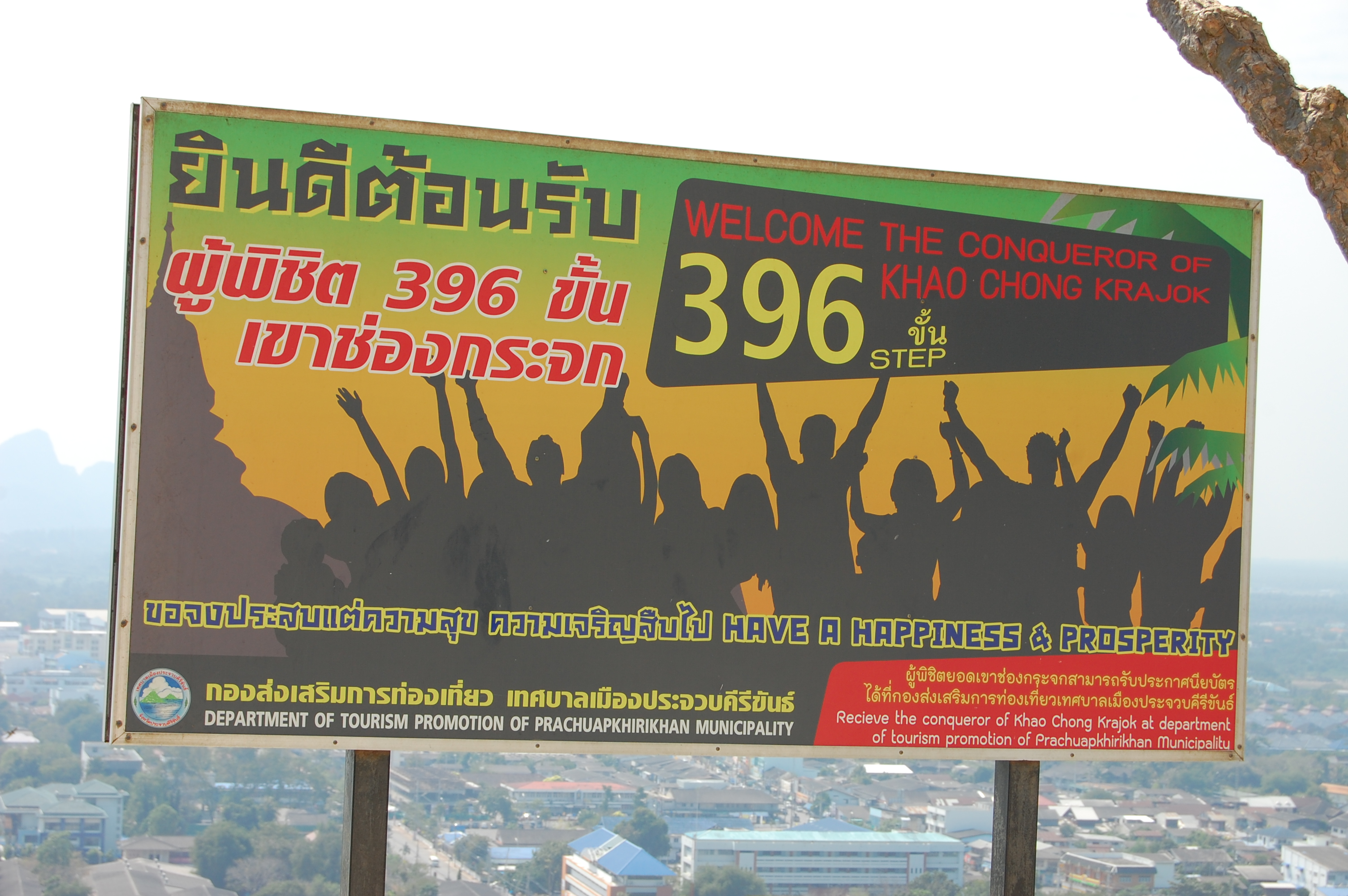
Félicitation! Vous avez gravi les 396 marches
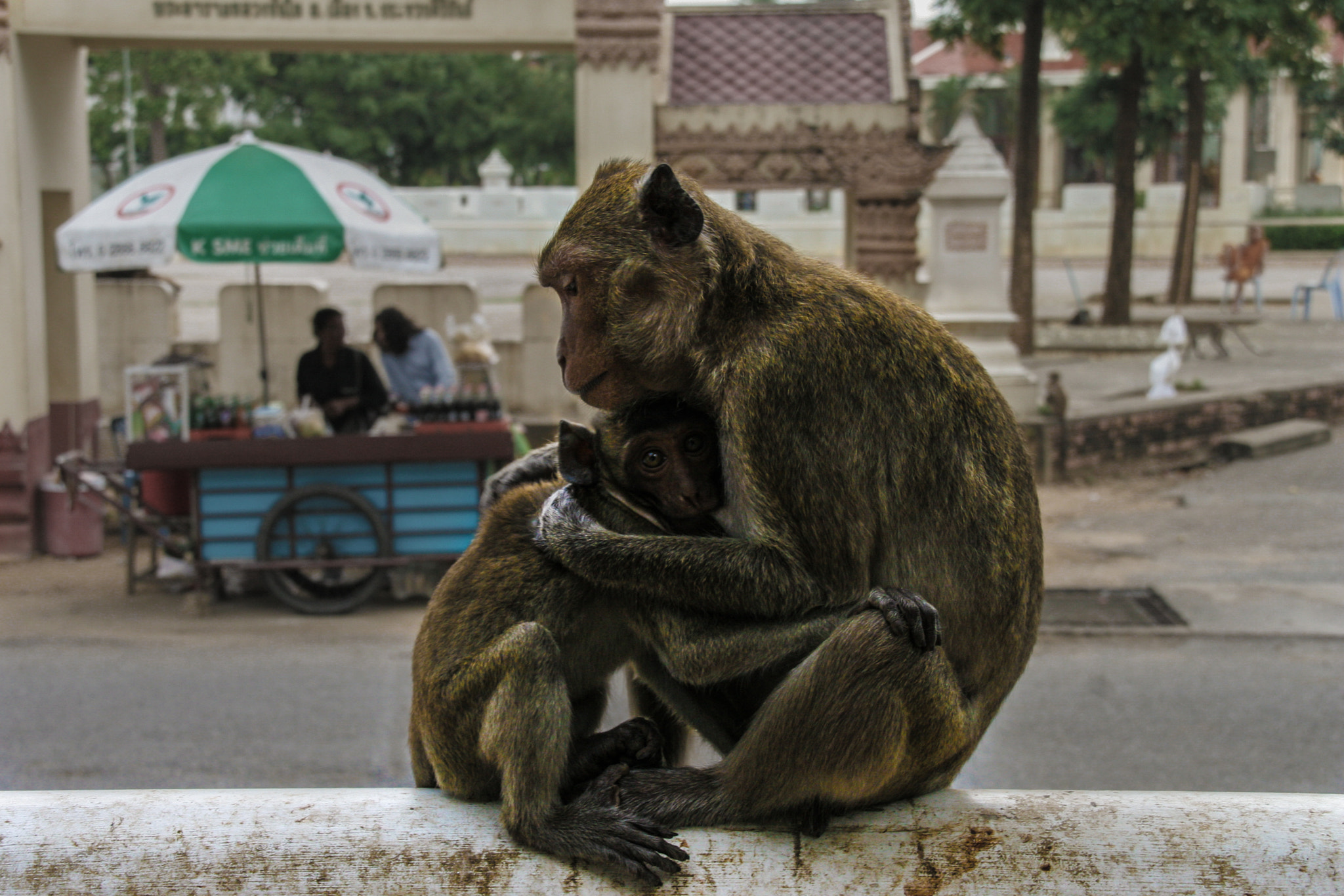
Macaques crabiers dans l'enceinte du temple
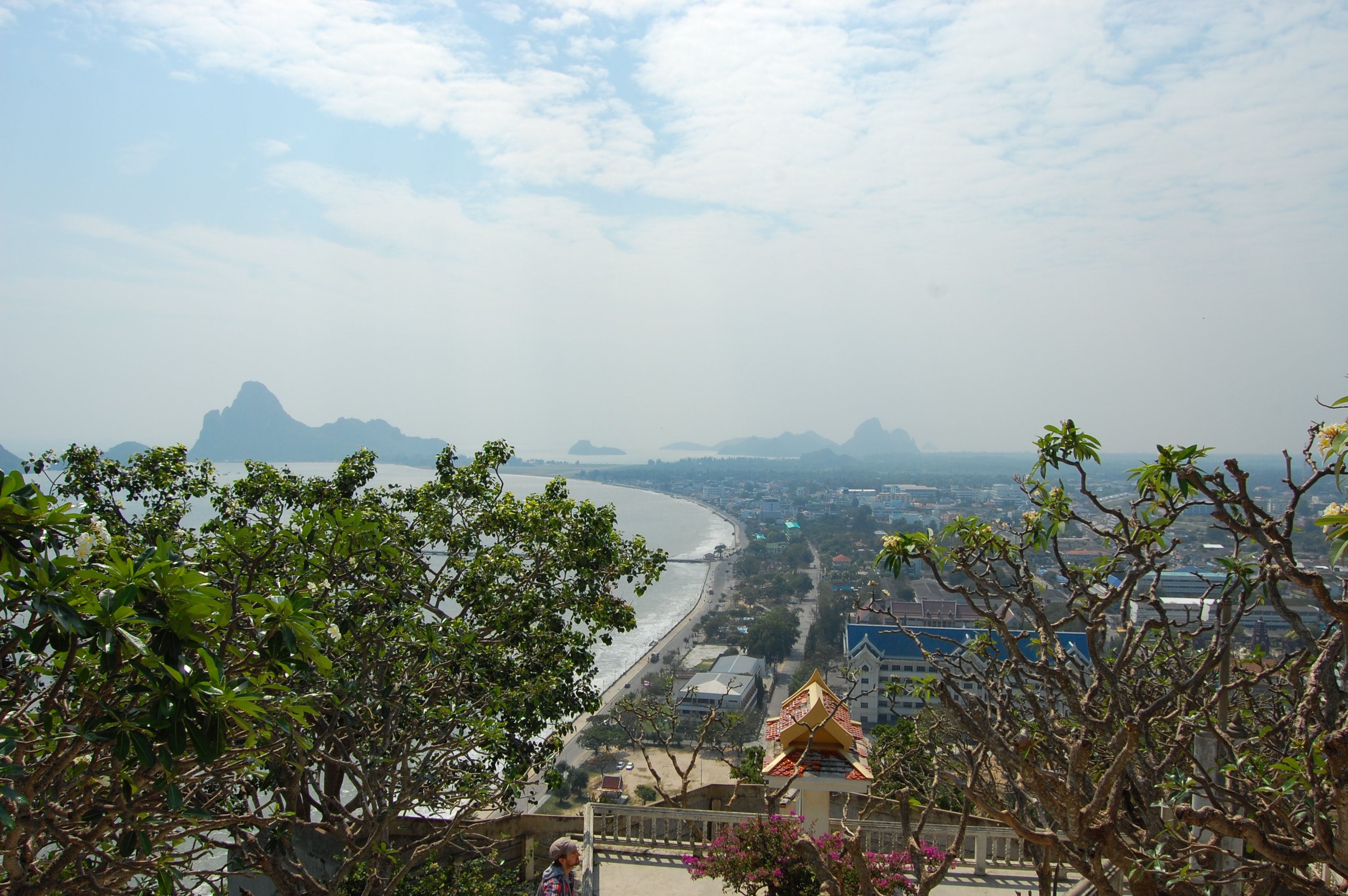
Vue sur la baie de Ao Manao et la ville de Prachuap Khiri Khan

Pêche
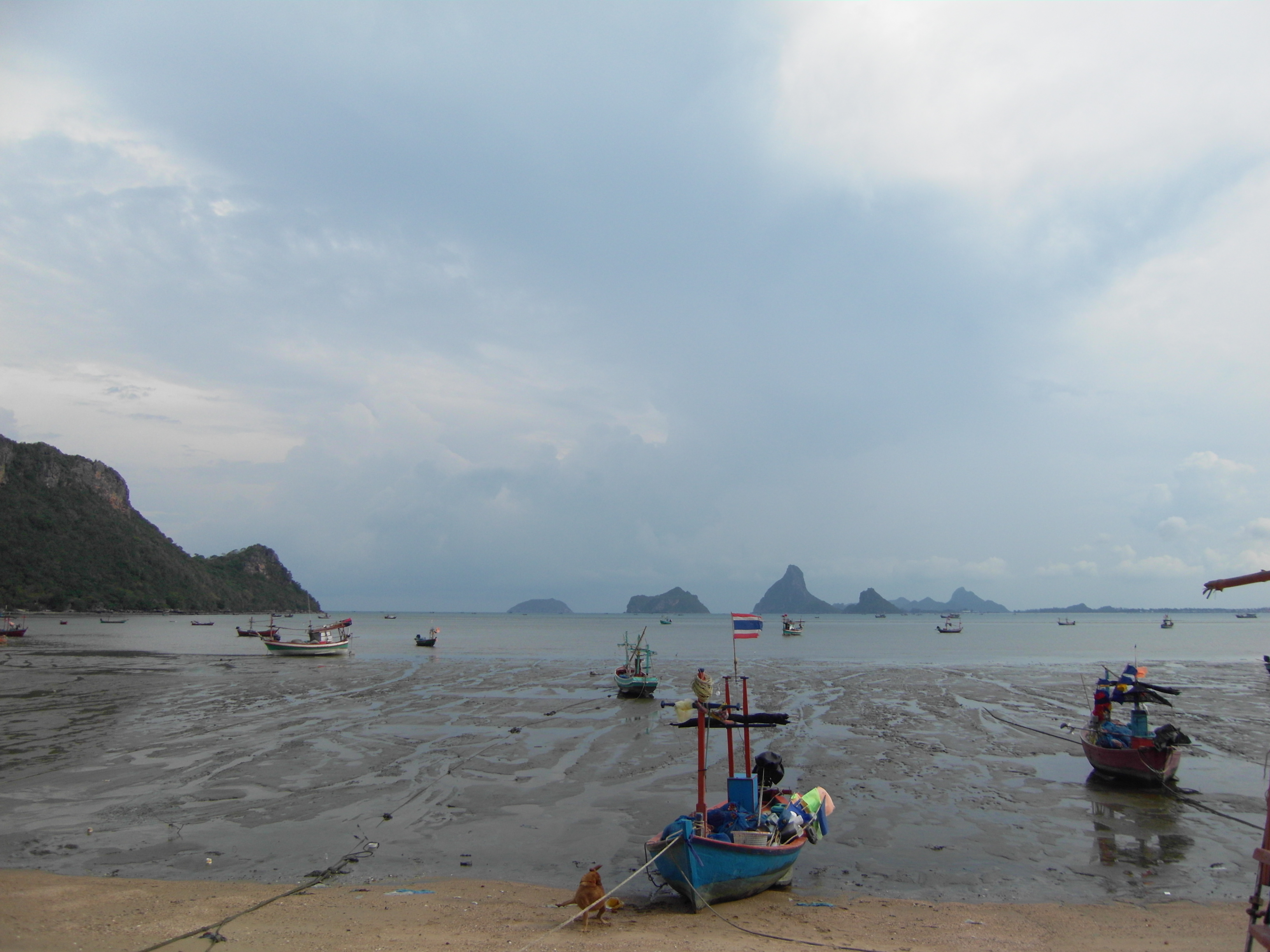
Petits bateaux de pêche dans la baie de Prachuap
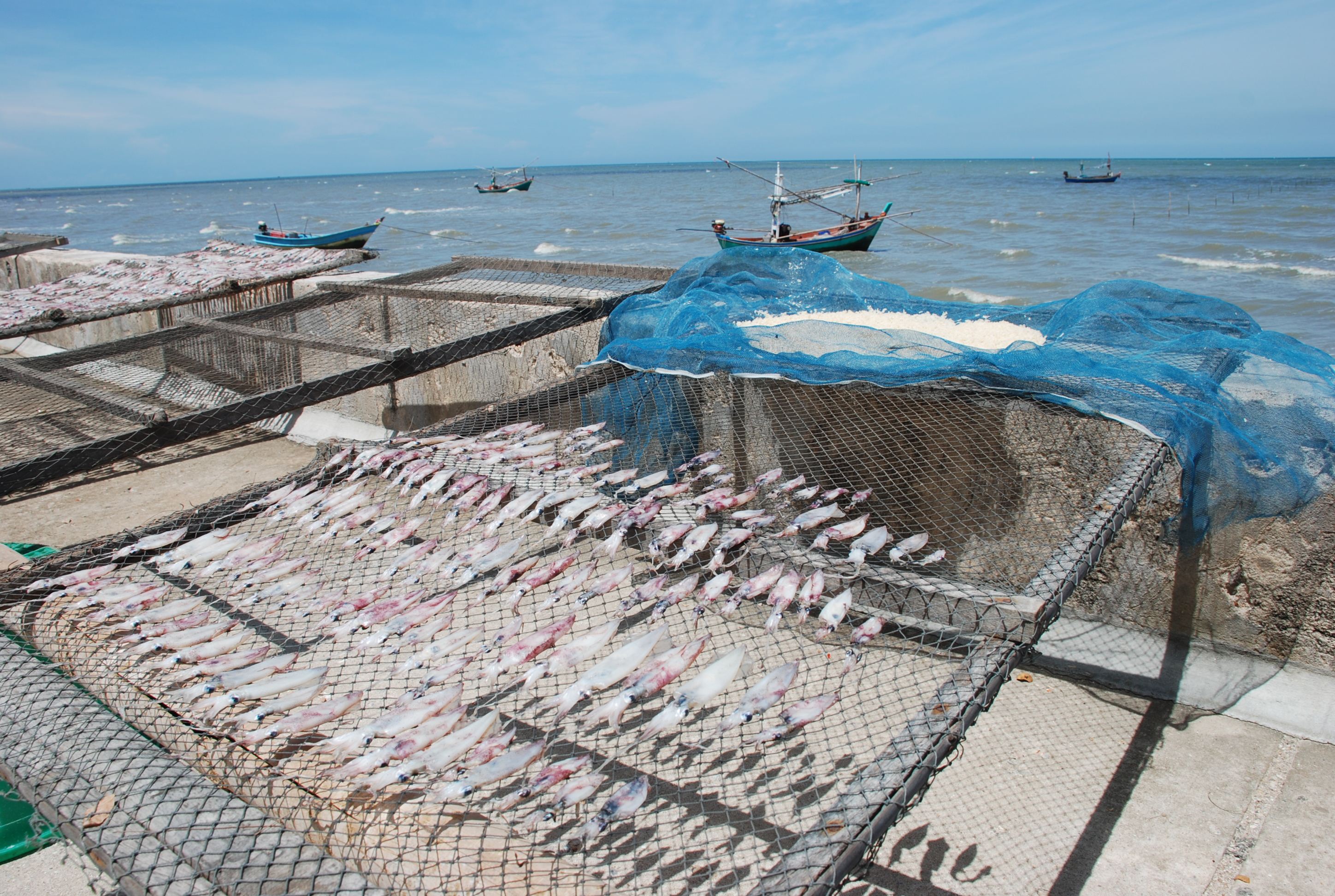
Séchage de calamars le long des côtes de la province de Prachuap Khiri Khan